# Линс, Осман
Осман Линс (порт. Osman da Costa Lins; 5 июля 1924, Витория-ди-Санту-Антан — 8 июля 1978, Сан-Паулу) — бразильский писатель, один из наиболее оригинальных мастеров португалоязычной прозы.

## Биография
Окончил университет в Ресифи (1946), где специализировался по экономике и финансам. С 1943 по 1970 служил в банке, затем несколько лет преподавал литературу (1970–1976). Умер от рака, развившегося из меланомы.

## Творчество
Начал писать в 1943, но публиковался мало. Дебютировал романом Посетитель, написанным в 1952 (отдельным изданием вышел в 1955).  Печатался в журналах как поэт. Заслуженную известность ему принесли экспериментально-игровой роман Аваловара (1973), роман-эссе Королева греческих каталажек (1976). Выпустил несколько книг культурологической эссеистики. Выступал как драматург, его пьеса Лисбела и заключенный (1964) с успехом шла на сцене, была экранизирована в 2003. Написал несколько книг для детей, включая пьесы. Работал на радио, активно писал сценарии телесериалов. Его последний роман Пасхальное воскресенье, написанный в 1978, был опубликован в 1996.

## Проза и драматургия
- O Visitante, роман (1955)
- Os Gestos, рассказы (1957)
- O Fiel e a Pedra, роман (1961, экранизирован на телевидении, 1981)
- Lisbela e o Prisioneiro, пьеса (1964, фильм 2003)
- Nove, Novena, рассказы (1966)
- Guerra do Cansa-Cavalo, пьеса (1967)
- Avalovara, роман (1973)
- Santa, Automóvel e o Soldado, пьеса (1975)
- A Rainha dos Cárceres da Grécia, роман (1976)
- Casos Especiais de Osman Lins, сценарии телесериалов (1978):
  - A Ilha no Espaço
  - Quem Era Shirley Temple?
  - Marcha Fúnebre
- Domingo de Páscoa, роман (1978)

## Признание
Удостоен премией Коэлью Нету, присуждаемой Бразильской академией литературы. Лауреат ряда других национальных премий за прозу и драматургию. Проза Линса переведена на английский (переводчик – Грегори Рабасса) и немецкий языки.